# Хасболат (шамхал)
Хасболат I (*д/н —1759) — 6-й шамхал Тарковський з 1734 до 1759 року. Сприяв відновленню держави.

## Життєпис
Походив з династії шамхалів. Син шамхала Аділь-Герея II. Дата народження невідома. 1726 року батько перед поїздкою до російської фортеці Святий Хрест передав керування шамхальство Хасболату. Невдовзі Аділь-Герея II було арештовано й заслано на Кольський півострів. Хасболат зайняв трон шамхалу, але невдовзі втратив свій титул і значну частину держави, яку захопили російські війська.
Перебував під зверхністю Російської імперії до 1734 року, коли після першого походу перського володаря Надір Шаха було сплюндровано Газікумуське ханство, Хасболат визнав зверхність Персії. Натомість отримав титули шамхала Тарковського і валі Дагестану. Сприяв звільненню полонених газікумухців. 1735 року Гянджинським трактатом між Росією та Персією позбувся російської залежності. Незважаючи на невдоволення знаті, проводив політику підтримки Надір Шаха. Завдяки цьому став покровителем сільської спільноти Акуш-Дарго.
Хасболат залишався вірним перському шаху до 1741 року, коли той зазнав поразки в Андалалській битві проти коаліції дагестанських володарів. Шамхал вирішив переорієнтуватися на Османську імперію. При цьому зберігав гарні відносини з Російською, отримавши 1742 року її протекцію. 1745 року визнаний шамхалом османським диваном.
Водночас 1748 року звертався до російських прикордонних очільників по допомогу. З 1749 року боровся за вплив в Дагестані з Мехті IV, ханом мехтулінським, та його батьком Ахмад-ханом II, що також мав титул шамхала. Зрештою домігся збереження шамхальського титулу за своїм родом. Помер 1759 року. Йому спадкував стриєчний брат Мехті I.